# Srednjoafrička Republika
Srednjoafrička Republika ili Centralnoafrička Republika država je u središnjoj Africi bez izlaza na more. Na zapadu graniči s Kamerunom, na sjeveru s Čadom, na sjeveroistoku sa Sudanom, Južnim Sudan na istoku te na jugu s DR Kongom i Republikom Kongo.

## Zemljopis
Najveći dio zemlje zauzima valovita visoravan (600 do 800 m) kojom prolazi razvodnica slivova Konga i rijeke Chari (jezera Čad). Na sjeveroistoku i sjeverozapadu izdižu se masivi Bongo odnosno Karre (u kojem se nalazi i najviši vrh zemlje, Ngaoui, visok 1420 m). Rijeka Ubangi, desni pritok Konga, tvori velik dio južne granice i značajan je prometni put za srednjoafrički izvoz (plovna je od glavnog grada Banguia).
Klima Srednjoafričke Republike je tropska i vlažna, a velik dio zemlje pokriven je gustom šumom. Od listopada do ožujka traje sušno razdoblje kada puše harmattan, sjeveroistočnjak iz Sahare.

## Povijest
Od 16. stoljeća ovim su područjem dominirali arapski trgovci koji su glavninu prihoda ubirali lovom na robove i njihovom prodajom u sjevernu Afriku ili niz rijeku Ubangi i Kongo do obale Atlantskog oceana. U 18. stoljeću ovamo su se, bježeći sa zapada pred napadima Fulanija, doselili narodi Banda, Baya-Mandjia i Zande koji danas čine većinu stanovništva. U 19. stoljeću lovom na robove počeli su se baviti i domaći narodi koji su živjeli uz rijeku Ubangi što ih je učinilo iznimno nepopularnima kod drugih etničkih skupina. Europske kolonijalne sile podijelile su u drugoj polovici 19. stoljeća Afriku, a područje današnje Srednjoafričke Republike pripalo je Francuskoj koja je velika područja zemlje iznajmila privatnim plantažerima što je uzrokovalo nekoliko pobuna domaćeg stanovništva. Godine 1960. zemlja je postala neovisna.
Od neovisnosti do danas u zemlji se izmijenilo nekoliko predsjednika koji su na vlast redovito dolazili vojnim udarom. Najduže su vladali ekscentrični Jean-Bédel Bokassa (1966. – 1979.) koji se u razdoblju od 1977. do 1979. proglasio carem i André Kolingba (1981. – 1993.). Francuska je uglavnom podržavala ove autoritarne vladare u zamjenu za stabilnu opskrbu uranom za njen nuklearni program. Nakon nekoliko slobodnijih izbornih ciklusa u 1990-ima zemlja se vratila umjerenom autoritarizmu poslije državnog udara 2003. u kojem je na vlast došao predsjednik François Bozizé, koji je također svrgnut u državnom udaru 2013. kada na vlast dolazi vođa pobunjenika Michel Djotodia koji je s položaja odstupio 10. siječnja 2014.

## Stanovništvo
Srednjoafrička Republika etnički je mozaik s preko 80 naroda. Najveći su Baya (33 %), Banda (27 %), Mandjia (13 %) i Sara (10 %). Bantu jezik Sango kojim govore narodi uz rijeku Ubangi postao je jezikom međusobne komunikacije pojedinih etničkih grupa. Među vjerama relativnu većinu imaju domaće religije (35 %), slijede katoličanstvo i protestantizam (po 25 %) te islam (15 %).

## Gospodarstvo
Gospodarstvom SAR-a dominiraju nekomercijalna poljoprivreda i šumarstvo. Više od polovice izvoznih prihoda donose aluvijalni dijamanti, ali brži razvoj ove i drugih gospodarskih djelatnosti koči nedostatak prometne infrastrukture, nepovoljan zemljopisni položaj bez izlaza na more i loše upravljanje gospodarstvom s velikom korupcijom. Raspodjela nacionalnog bogatstva iznimno je neravnomjerna.
BDP je za 2004. procijenjen na 1100 USD po stanovniku (mjereno po PPP-u).